# Адольф Кольпінг
Адо́льф Ко́льпінг (нім. Adolph Kolping; 8 грудня 1813, Керпен біля Кельна (Німеччина) — 4 грудня, 1865, Кельн) — німецький католицький священик, соціальний реформатор, публіцист, духовний наставник, засновник Справи Кольпінга.

## Беатифікація
27 жовтня 1991 р. у Римі Папа Іван Павло ІІ звів Адольфа Кольпінга в ранг Благословенного.

## Твори
- Зібрання творів Кольпінга в Кельнському видання (нім.)